# A.S.D. G.C. Sora
Associazione Sportiva Dilettantitica Ginnastica e Calcio Sora là một câu lạc bộ bóng đá Ý, có trụ sở tại Sora, Lazio.

## Lịch sử
Đội được thành lập vào năm 1907. Đội đã tham gia giải vô địch quốc gia nhiều lần tại Serie C từ mùa 1933-34 và sau đó là Prima Divisione 1933-1934. Thời gian cuối cùng ở lại Serie C kéo dài 13 năm, đội đã bắt đầu mùa giải ở Serie C2 vào mùa 1992-93 và tiếp tục cho đến mùa giải 2004-05 ở Serie C1.
Sau khi thất bại vào năm 2005, một câu lạc bộ thay thế đang chiến đấu ở Eccellenza Lazio.
Trong mùa giải 2010-11, bằng cách đánh bại Lupa Frascati, trong trận đấu bù cho vị trí đầu tiên của bảng B Eccellenza Lazio, vào ngày 22 tháng 5 năm 2011 tại Stadio Flaminio, đội thăng hạng lên mùa giải 2011-12 Serie D.
Vào mùa hè năm 2015, Sora đã thâm hụt tài chính lớn và sẽ không tham gia Serie D vào mùa giải tới, cuối cùng giải thể.
Đội đã được giới thiệu lại vào năm 2016, bước vào Prima Cargetoria, được thăng hạng lên Promozione mùa sau.

## Màu sắc và huy hiệu
Màu sắc của nó là đen và trắng.

## Sân vận động
Câu lạc bộ chơi các trận đấu trên sân nhà của mình tại Stadio Claudio Tomei ở Sora.

## Danh hiệu
- Campionato Interregionale
  - 1991 Gian92 (Nhóm E)
- Eccellenza
  - 2010-11 (bảng B)
- Promozione
  - 1952-53 (Bảng B), 1977-78 (Bảng B), 1988-89 (Bảng C)
- Prima Cargetoria
  - 1967-68 (Bảng B), 1987-88, 2006-07, 2016-17 (Nhóm H)
- Seconda Divisione
  - 1932-33